# Casto Innocenzio Ansaldi
Casto Innocenzio Ansaldi (Piacenza, 1710 – Torino, 1780) è stato un teologo italiano.
Domenicano dal 1726, insegnò nelle università di Napoli (1737-1738), Ferrara (1750-1756) e Torino (1756-1760). A Napoli fu preso di mira dal suo Ordine monastico per il metodo di insegnamento e la questione destò presto l'interesse dello stesso pontefice Benedetto XIV. Fu esegeta e storico e combatté il razionalismo settecentesco.